# Namkung Do
Namkung Do (남궁도?, 南宮道?; Seul, 4 giugno 1982) è un ex calciatore sudcoreano, di ruolo attaccante.

## Carriera

### Club
Durante la sua carriera ha giocato con varie squadre di club, tra cui anche il Seongnam Ilhwa Chunma.

### Nazionale
Conta 8 presenze con la Nazionale sudcoreana.